# Punk in Drublic
Punk in Drublic es el quinto álbum de estudio de NOFX, y el que lanzó definitivamente al grupo a la fama internacional.
Epitaph lanzó este disco en 1994, en pleno boom del punk rock californiano de comienzos de los 90. Ryan Greene y Fat Mike, líder de la banda, produjeron este disco que fue disco de oro sin ser pinchado en emisoras de radio y sin ningún videoclip comercial en televisión. 

## Listado de canciones
- Todas las canciones escritas por Fat Mike excepto en las indicadas

1. "Linoleum" – 2:10
2. "Leave It Alone" (Fat Mike, Eric Melvin) – 2:04
3. "Dig" – 2:16
4. "The Cause" – 1:37
5. "Don't Call Me White" – 2:33
6. "My Heart Is Yearning" – 2:23
7. "A Perfect Government" (Mark Curry) – 2:06
8. "The Brews" – 2:40
9. "The Quass" – 1:18
10. "Dying Degree" – 1:50
11. "Fleas" – 1:48
12. "Lori Meyers" – 2:21
13. "Jeff Wears Birkenstocks?" – 1:26
14. "Punk Guy ('Cause He Does Punk Things)" – 1:08
15. "The Happy Guy" – 1:58
16. "Reeko" – 3:05
17. "Scavenger Type" – 7:12 (Esta canción solo dura 2:27 y después de 3:11 aparece una canción escondida de 1:31)

## Éxitos del disco
- Nº12 en Heatseekers de 1994.

## Créditos
- Fat Mike - Bajo, voces, compositor, productor
- Eric Melvin - Guitarra
- El Hefe - Guitarra, voces secundarias, trompeta
- Erik Sandin - Batería

- Mark Curry
- Kim Shattuck (voz femenina en "Lori Meyers")
- Chris Dowd (trombón in "Dig")
- Kenny Lyon (guitarras adicionales)
- Mr Rojers (tambores)

- Datos: Q1781089